# 胡得愷

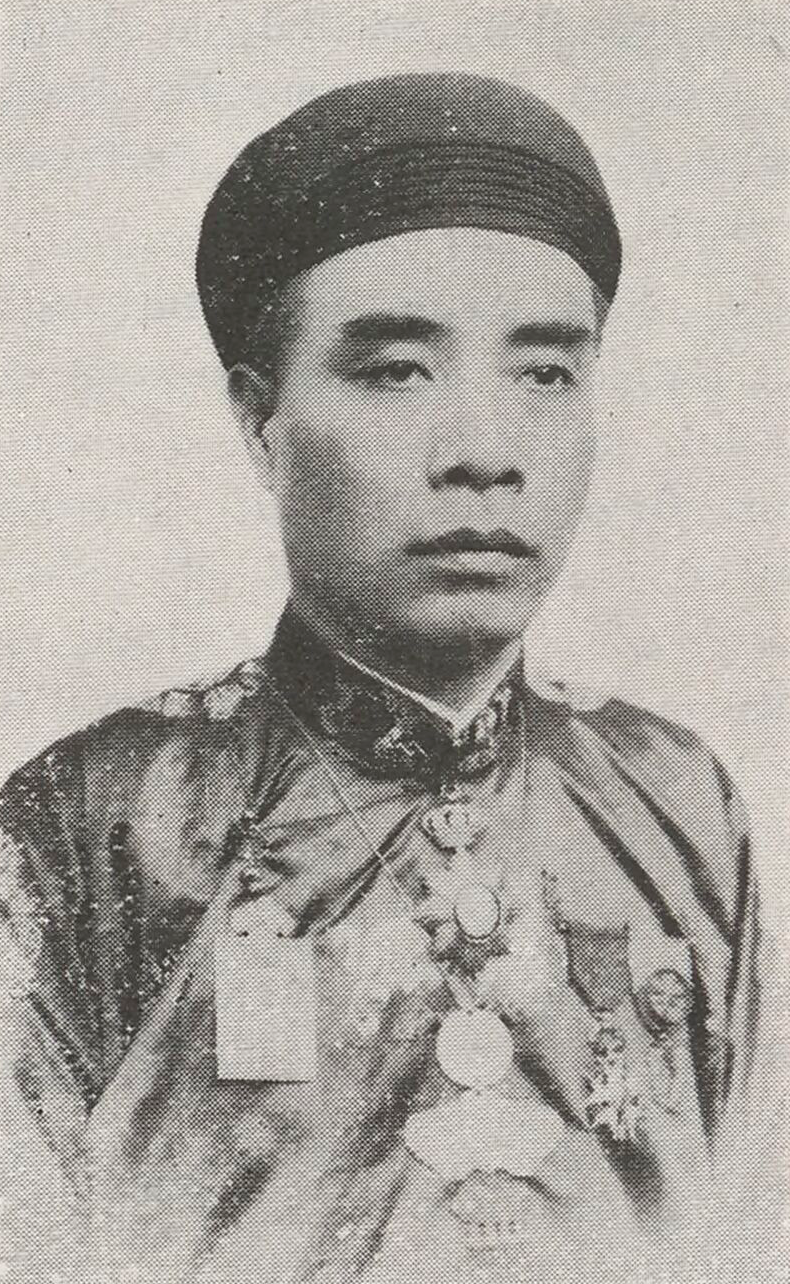
胡得愷

胡得愷（越南语：／；1894年—1948年），越南阮朝官員。

## 生平
胡得愷是承天府富榮縣廣川總安傳社（今屬順化市富榮縣）人，輔政大臣、慶美郡公胡得忠之子。成泰六年（1894年）出生。維新九年（1915年），胡得愷參加鄉試，考中承天場舉人第六名。隨後，胡得愷被授予編修銜，進入候補場學習。

次年（1916年），胡得愷從候補場畢業，升著作銜，補廣治候補。啟定二年（1917年），胡得愷被任命為東山知縣，不久升任機密院幫佐。啟定四年（1919年），升奠磐知府，後升署廣治按察使。啟定八年（1923年）正月，實授按察使。啟定九年（1924年），先後權兵部和戶部侍郎。啟定十年（1925年），實授戶部侍郎。保大二年（1927年），升任戶部參知。保大八年（1933年）正月，升授平富總督。四月八日（5月2日），保大帝改組內閣，任命胡得愷為財政部尚書，充機密院大臣。保大十年正月十八日（1935年2月21日），升協佐大學士。

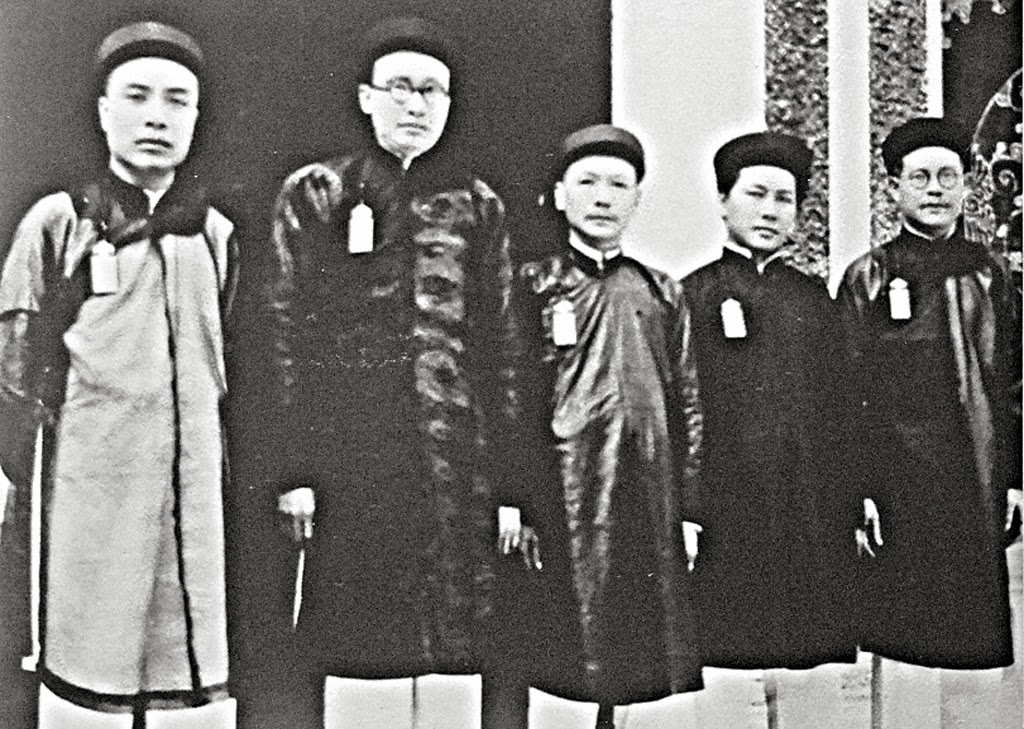
左起第一位為財政部尚書胡得愷

保大十九年十二月二十八日（1945年2月10日），保大帝發佈第10號上諭，加胡得愷太子少保銜。
保大二十年正月二十七日（1945年3月11日），保大帝在日軍要求下宣佈越南“獨立”，隨後內閣被全體解職，胡得愷休致回貫。
1948年，胡得愷在家中去世。

## 家庭
娶尊室煔之女。